# 악의제국: 13일의금요일 챕터2
[악의제국: 13일의금요일 챕터2]는 2019년에 개봉한 대한민국의 영화이다. 감독은 오인천. 주연은 김준과 손수아 등이다.

## 캐스트
주연
- 김준 : 김필립 역
- 손수아 : 유키에 역
- 정동훈 : 정재혁 역
- 김재인 : 강지원 역
- 하수진 : 하수영 역
- 윤주 : 윤청하 / 윤정 역

조연
- 박주영 : 박혜진 역
- 곽혜진 : 문혜진 역
- 홍서백 : 노만식 역
- 장현석 : 와타베 역
- 임교은 : 임경은 역
- 김준섭 : 민석 역

단역
- 최성길 : 살인마 역
- 이혜영 : 아키코 역
- 윤하진 : 교쿄 역
- 이경재 : 북한 의사 역
- 송희준 : 승강장 취객 역